# Biauregard d'Alèir
Beauregard-l'Évêque és un municipi francès situat al departament del Puèi Domat i a la regió d'Alvèrnia-Roine-Alps. L'any 2007 tenia 1.317 habitants.

## Demografia

### Població
El 2007 la població de fet de Beauregard-l'Évêque era de 1.317 persones. Hi havia 484 famílies de les quals 110 eren unipersonals (57 homes vivint sols i 53 dones vivint soles), 126 parelles sense fills, 203 parelles amb fills i 45 famílies monoparentals amb fills.
La població ha evolucionat segons el següent gràfic:
Habitants censats

### Habitatges
El 2007 hi havia 518 habitatges, 481 eren l'habitatge principal de la família, 18 eren segones residències i 20 estaven desocupats. 479 eren cases i 37 eren apartaments. Dels 481 habitatges principals, 397 estaven ocupats pels seus propietaris, 74 estaven llogats i ocupats pels llogaters i 10 estaven cedits a títol gratuït; 19 tenien dues cambres, 71 en tenien tres, 131 en tenien quatre i 260 en tenien cinc o més. 365 habitatges disposaven pel capbaix d'una plaça de pàrquing. A 182 habitatges hi havia un automòbil i a 268 n'hi havia dos o més.

### Piràmide de població
La piràmide de població per edats i sexe el 2009 era:
| Homes | Edats   | Dones |
| ----- | ------- | ----- |
| 4     | 95 o +  | 0     |
| 0     | 90 a 94 | 16    |
| 4     | 85 a 89 | 20    |
| 4     | 80 a 84 | 8     |
| 16    | 75 a 79 | 20    |
| 16    | 70 a 74 | 28    |
| 24    | 65 a 69 | 24    |
| 32    | 60 a 64 | 16    |
| 16    | 55 a 59 | 8     |
| 52    | 50 a 54 | 36    |
| 24    | 45 a 49 | 48    |
| 44    | 40 a 44 | 48    |
| 64    | 35 a 39 | 36    |
| 40    | 30 a 34 | 56    |
| 28    | 25 a 29 | 52    |
| 37    | 20 a 24 | 16    |
| 24    | 15 a 19 | 32    |
| 44    | 10 a 14 | 32    |
| 60    | 5 a 9   | 36    |
| 44    | 0 a 4   | 52    |

## Economia
El 2007 la població en edat de treballar era de 817 persones, 643 eren actives i 174 eren inactives. De les 643 persones actives 602 estaven ocupades (327 homes i 275 dones) i 41 estaven aturades (11 homes i 30 dones). De les 174 persones inactives 54 estaven jubilades, 75 estaven estudiant i 45 estaven classificades com a «altres inactius».

### Ingressos
El 2009 a Beauregard-l'Évêque hi havia 503 unitats fiscals que integraven 1.265,5 persones, la mediana anual d'ingressos fiscals per persona era de 20.002 €.

### Activitats econòmiques
Dels 39 establiments que hi havia el 2007, 2 eren d'empreses extractives, 1 d'una empresa alimentària, 1 d'una empresa de fabricació d'altres productes industrials, 12 d'empreses de construcció, 5 d'empreses de comerç i reparació d'automòbils, 4 d'empreses de transport, 1 d'una empresa d'informació i comunicació, 6 d'empreses de serveis, 2 d'entitats de l'administració pública i 5 d'empreses classificades com a «altres activitats de serveis».
Dels 10 establiments de servei als particulars que hi havia el 2009, 1 era una oficina de correu, 1 guixaire pintor, 2 fusteries, 4 lampisteries, 1 empresa de construcció i 1 perruqueria.
Els 2 establiments comercials que hi havia el 2009 eren fleques.
L'any 2000 a Beauregard-l'Évêque hi havia 18 explotacions agrícoles que ocupaven un total de 840 hectàrees.

## Equipaments sanitaris i escolars
L'únic equipament sanitari que hi havia el 2009 era una farmàcia.
El 2009 hi havia una escola elemental.

## Poblacions més properes
El següent diagrama mostra les poblacions més properes.